# Kiss István (könyvtervező)
Kiss István (Budapest, 1951. december 28. –) könyvtervező, illusztrátor.

## Élete
1976-ban szerzett diplomát az Iparművészeti Főiskola könyvtervező szakán.
Könyvek, könyvsorozatok, nyomtatványarculatok tervezésével foglalkozik, gyermek- és szakkönyveket illusztrál. Munkáival részt vett a pozsonyi és bolognai gyermekkönyv-biennálékon. Hazai alkalmazott grafikai kiállításokon is szerepel. 1985-ben egyik könyvét az IBBY magyar tagozata az „év gyermekkönyvének” választotta. Többször kapott nívódíjat, szép magyar könyv verseny díjakat, békéscsabai alkalmazott grafikai díjakat. Az Iparművészeti Egyetemen tanít.